# Armenia
Armenia byla sovětská motorová loď, torpédovaná 7. listopadu 1941 německým letounem He 111. Při katastrofě zahynulo přes 5000 pasažérů, přičemž se jedná o třetí největší námořní katastrofu v dějinách lidstva.

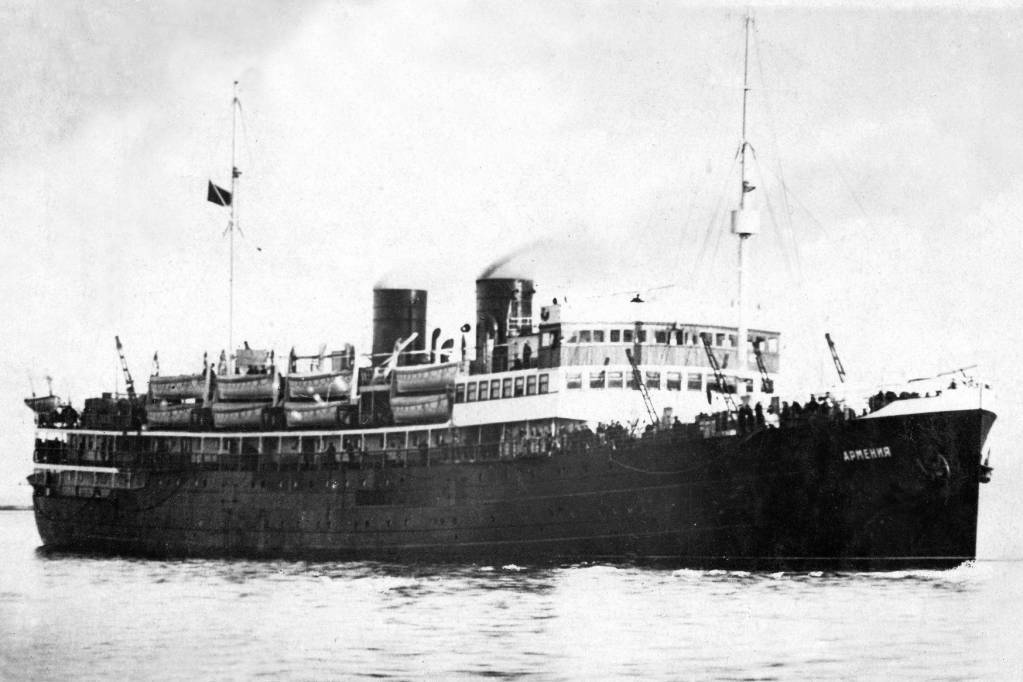
HS Armenia

Loď byla postavená v leningradských loděnicích a spuštěna na vodu v roce 1928. Za Velké vlastenecké války sloužila jako nemocniční loď pro přepravu raněných v Černém moři. Dne 6. listopadu vyplula tato loď, která byla řádně označena znakem sanitní lodi, z přístavu Sevastopol, odkud přepravovala zraněné vojáky a civilní osoby. 7. listopadu ve 2:00 přistála v přístavu Jalta, kde přistoupilo ještě dalších několik set osob. V 8:00 hodin vyplula z přístavu a po několika desítkách kilometrů byla torpédována německým torpédonosným letounem Heinkel He 111. Útoku německého letounu nezabránily ani dva doprovodné ozbrojené motorové čluny, ani dva doprovodné sovětské stíhací letouny I-153. Loď se potopila v 11 hodin 25 minut, přičemž zahynulo přes 5000 cestujících.

## Technické údaje
- Výtlak: 5770 t
- Délka: 112 m
- Šířka: 15,5 m
- Výška paluby: 7,74 m
- Posádka: 96 osob